# 2007年亞洲冬季運動會冰球比賽
2007年亞洲冬季運動會的冰球賽事由2007年1月26日至2月3日於吉林省滑冰館和富奧冰球館舉行，分別設男、女子小項，男子以淘汰形式進行，女子以單循環進行。

## 金牌榜

### 各國金牌榜
| 排名 | 國家： | 金牌： | 銀牌： | 銅牌： | 總計 |
| 1    |        | 1      | 1      | 0      | 2    |
| 1    | 日本   | 1      | 1      | 0      | 2    |
| 3    | 中国   | 0      | 0      | 1      | 1    |
| 3    |        | 0      | 0      | 1      | 1    |

### 男子
子條目：2007年亞洲冬季運動會冰球比賽—男子
| 金牌： | 銀牌： | 銅牌： |
| 日本   |        |        |

### 女子
子條目：2007拿亞洲冬季運動會冰球比賽—女子
| 金牌： | 銀牌： | 銅牌： |
|        | 日本   | 中国   |